# Ammeluodot
Ammeluodot är en liten ö i Finland. Den ligger i sjön Kivijärvi och i kommunen Kinnula i den ekonomiska regionen  Saarijärvi-Viitasaari och landskapet Mellersta Finland, i den centrala delen av landet, 300 km norr om huvudstaden Helsingfors. Öns area är 1,5 hektar och dess största längd är 290 meter i nord-sydlig riktning.  Notera att namnet antyder att det är fråga om flera öar.